# Ocnogyna prieta
Ocnogyna prieta là một loài bướm đêm thuộc phân họ Arctiinae, họ Erebidae.